# Oxira fibulata
Oxira fibulata är en fjärilsart som beskrevs av Dahl 1930. Oxira fibulata ingår i släktet Oxira och familjen nattflyn. Inga underarter finns listade i Catalogue of Life.